# 카츠라 히나기쿠
카츠라 히나기쿠(일본어: 桂 ヒナギク)는 만화 및 이를 원작으로 하는 애니메이션 《하야테처럼!》에 등장하는 가공의 인물이다. 애니메이션판 성우는 이토 시즈카이다. 대한민국에서는 애니맥스에서 방영했으며 성우는 김선혜이다.

## 프로필[1]
- 생일 : 3월 3일
- 혈액형 : O형
- 나이 : 15세
- 키 : 161 cm
- 몸무게 : 45 kg
- 특기 : 검도, 요리, 공부, 운동 등
- 출생 : 1989년 3월 3일
- 사용언어 : 17개

## 인물
하야테와 나기와 같은 학년이다. 1학년으로 하쿠오 학원 학생회장을 맡고 있다. 가족으로 의부, 의모, 카츠라 유키지(친언니)를 두고 있다.
재색 겸비의 팔방미인 스타일.

## 성격
남자보다 남자같은 성격을 지니고 있어서 남녀 불문하고 인기가 많다. 이 덕분에 매년 발렌타인 데이때에 여자들에게 초콜릿을 많이 받는다. 남자 같은 성격이긴 하지만 성인 남자보다 남자 아이와 같은 성격을 가지고 있다.
연애 감정은 둔한편. 이는 친부모가 빚 문제로 카츠라 자매를 버리고 간 것때문이다. 이때문에 "좋아하는 사람은 없어져 버릴것 같다"는 생각이 무의식중에 연애 감정을 누르는 것이다.

## 인기투표 결과
산젠인 나기(득표수 1103표로 4위)와 마리아(득표수 1586표로 2위)를 제치고 제1회 《하야테처럼!》 캐릭터 인기투표에서 1위(득표수 3728표)를 기록했다. 작가도 "설마 이 정도일 줄은..."이라고 코멘트했다. 2회 《하야테처럼!》 캐릭터 인기투표에서도 4000표를 넘기며 단독으로 1위를 차지하였다.
참고로 제 1회 캐릭터 인기투표 결과 3위는 아야사키 하야테(득표수 1543표)였다.